# 日本エステル

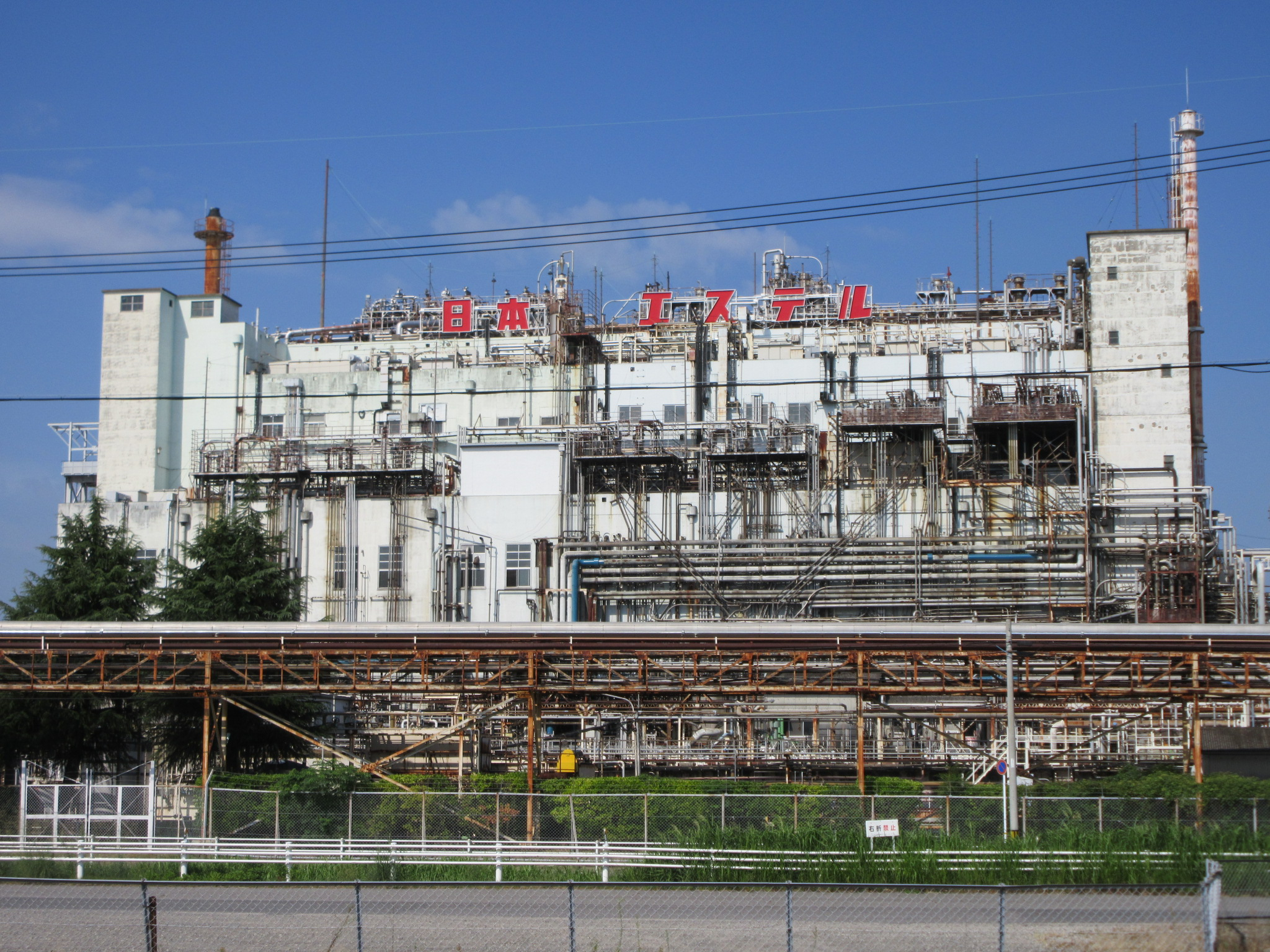
ユニチカ岡崎事業所と同じ敷地内にある岡崎工場

日本エステル株式会社（にっぽんエステル、英文名称NIPPON-ESTER CO., LTD.）は、大阪府に本社を置く合成繊維メーカー。ユニチカと三菱化学（現・三菱ケミカル）の出資により設立され、ポリエステル繊維の製造を行う。アロマテラピー製品の製造を行う、東京都国分寺市の有限会社日本エステル社とは直接の関連はない。

## 主な製品
- ポリエステル短繊維・ポリエステル長繊維・化成品（年間 約16万トン）

## 事業所
- 本社 - 〒541-0056 大阪府大阪市中央区久太郎町四丁目1番3号
- 工場 - 〒444-8511 愛知県岡崎市日名北町4番地1